# تيد كونينغهام
تيد كونينغهام (بالإنجليزية: Ted Cunningham)‏ هو سياسي أسترالي، ولد في 26 نوفمبر 1937 في أستراليا، وتوفي في 2 نوفمبر 2003. حزبياً، نشط في حزب العمال الأسترالي. وقد انتخب عضو الجمعية التشريعية لأستراليا الغربية.